# Heike M. Goetze
Heike Marianne Goetze (* 1978 in Osnabrück) ist eine deutsche Theaterregisseurin.

## Leben
Heike M. Goetze absolvierte ein Regie-Studium an der Zürcher Hochschule der Künste. In dieser Zeit realisierte sie freie Projekte wie Die sexuellen Neurosen unserer Eltern von Lukas Bärfuss, Dornröschen von Elfriede Jelinek bei den Zürcher Festspielen und Dinosaurs forever beim Zürcher Theater Spektakel. Sie hospitierte bei George Tabori und Luk Perceval und war Regieassistentin in Osnabrück, Berlin und Zürich. 2008 gewann sie beim Körber Studio Junge Regie für ihre Zürcher Diplominszenierung von Juli Zehs Roman Spieltrieb den Preis als beste Nachwuchsregisseurin.
Danach inszenierte Heike M. Goetze am Landestheater Tübingen das Stück SumSum von Laura de Weck und am Theater Basel Mondscheiner von Andri Beyeler. In der Spielzeit 2009/10 führte sie Regie am Schauspiel Essen (Warum läuft Herr R. Amok? nach Rainer Werner Fassbinder und Michael Fengler) und Schauspiel Hannover (Woyzeck, Boys Don’t Cry, Romeo und Julia) Regie. Im Herbst 2010 inszenierte sie am Schauspielhaus Zürich Stiller nach dem gleichnamigen Roman von Max Frisch, das für die Teilnahme am Festival Radikal jung ausgewählt wurde, im Jahr darauf im selben Haus Volksvernichtung oder Meine Leber ist sinnlos von Werner Schwab und 2012 das Stück Messer in Hennen von David Harrower. Im März 2011 fand die Premiere ihrer Inszenierung Alter Ford Escort dunkelblau von Dirk Laucke am Schauspielhaus Bochum statt. In der Spielzeit 2013/14 inszenierte Heike M. Goetze unter anderem  Christoph Nußbaumeders Mutter Kramers Fahrt zur Gnade am Schauspielhaus Bochum. Die Uraufführung des Stücks fand bei den Ruhrfestspielen in Recklinghausen statt. Am Schauspiel Hannover führte sie Regie bei Katja Brunners Von den Beinen zu kurz, welches zu den Mülheimer Theatertagen eingeladen wurde und Katja Brunner den Mülheimer Dramatikerpreis gewann, sowie Felicia Zellers Kaspar Häuser Meer. Anschließend inszenierte sie u. a. weiterhin am Schauspielhaus Bochum, am Schauspiel Hannover sowie am Theater Freiburg, am Luzerner Theater und am Theater Neumarkt Zürich.
In einigen Inszenierungen zeichnet Heike M. Goetze neben der Regie auch für Bühne und Kostüme verantwortlich.

## Inszenierungen (Auswahl)
- Die sexuellen Neurosen unserer Eltern von Lukas Bärfuss, Theater der Künste, 2007
- Spieltrieb von Juli Zeh, Theater der Künste, 2007
- Dornröschen von Elfriede Jelinek, Theater der Künste Zürich, Zürcher Festspiele, 2007
- Dinosaurs forever! Zurück in die Zukunft, Theater Tuchlaube Aarau, Zürcher Theater Spektakel, 2007
- SumSum von Laura de Weck, Landestheater Tübingen, 2008
- Mondscheiner von Andri Beyeler, Theater Basel, 2009
- Blick zurück im Zorn von John Osborne, Schauspiel Essen, 2009
- Warum läuft Herr R. Amok? nach Rainer Werner Fassbinder und Michael Fengler, Schauspielhaus Zürich, 2009
- Boys don't cry nach dem Film von Kimberly Peirce, Schauspiel Hannover, 2010
- Romeo und Julia von William Shakespeare, Schauspiel Hannover, 2010
- Stiller nach dem Roman von Max Frisch, Schauspielhaus Zürich, 2010
- Alter Ford Escort dunkelblau von Dirk Laucke, Schauspielhaus Bochum, 2011
- Volksvernichtung oder meine Leber ist sinnlos von Werner Schwab, Schauspielhaus Zürich, 2011
- Woyzeck von Robert Wilson, Tom Waits und Kathleen Brennan nach Georg Büchner, Schauspiel Hannover, 2012
- Messer in Hennen von David Harrower, Schauspielhaus Zürich, 2012
- Von den Beinen zu kurz von Katja Brunner (Deutsche Erstaufführung), Schauspiel Hannover, 2013
- Mutter Kramers Fahrt zur Gnade von Christoph Nußbaumeder (Uraufführung), Schauspielhaus Bochum, Koproduktion mit den Ruhrfestspielen, 2013
- Kaspar Häuser Meer von Felicia Zeller, Schauspiel Hannover, 2014
- Kasimir und Karoline von Ödön von Horváth, Theater Heidelberg, 2014
- Bei den wilden Kerlen nach Dave Eggers und Maurice Sendak, Schauspiel Hannover, 2014
- Ändere den Aggregatszustand deiner Trauer oder wer putzt dir die Trauerränder weg von Katja Brunner, Theater der Künste Zürich, 2015
- Gift. Eine Ehegeschichte von Lot Vekemans, Schauspielhaus Bochum, 2015
- Geister sind auch nur Menschen von Katja Brunner (Uraufführung) Luzerner Theater, 2015
- Viel gut zu essen von Sibylle Berg, Theater Freiburg, 2016
- Nora von Henrik Ibsen, Theater Neumarkt Zürich, 2016
- Endstation Sehnsucht von Tennessee Williams, Theater Freiburg, 2017
- Maria Stuart von Friedrich Schiller, Schauspielhaus Bochum, 2017
- Biedermann und die Brandstifter von Max Frisch, Theater Neumarkt Zürich, 2017